# Belinda Wilkes
Belinda Wilkes   (Staffordshire, segle XX) és astrofísica sènior de l'Observatori Astrofísic de l'Smithsonian (SAO) a Cambridge (Massachusetts), i antiga directora del Centre de raig X de Chandra.

## Educació i carrera professional
Va néixer a Staffordshire (Anglaterra) i va créixer a Albrighton (Shropshir), assistint a Wolverhampton Girls' High School abans d'obtenir una llicenciatura en física i astronomia a la Universitat de St. Andrews, a Escòcia, seguida d'un doctorat en astronomia per la Universitat de Cambridge (Anglaterra).
El 1982 es va traslladar a l'Observatori Steward de la Universitat d'Arizona com a becària postdoctoral de l'OTAN i el 1984 a la Divisió d'Astrofísica d'Altes Energies de SAO, part del Centre d'Astrofísica de la Universitat Harvard i la Smithsonian Institution.

## Investigació
La seva investigació es refereix a estudis de longituds d'ona múltiples dels quàsars (galàxies que contenen forats negres supermassius en els seus centres i les fonts més lluminoses de l'Univers).
És autora de més de 165 articles en revistes científiques i ha participat en una àmplia gamma de comitès professionals, així com en diversos comitès assessors i d'usuaris i juntes de revisió de telescopis espacials i terrestres. És membre de la Royal Astronomical Society i de la Cambridge Philosophical Society, i membre de la Unió Astronòmica Internacional.

## Reconeixements
El 2018 va ser escollida Honorary Fellow del Jesus College, Cambridge, la seva Alma Mater.
El 2020 va ser nomenada membre de l'American Physical Society «per contribucions significatives a la comprensió dels nuclis galàctics actius, inclosos els seus mecanismes d'emissió i vies evolutives, i pel lideratge innovador de l'Observatori de raigs X Chandra».
El 2021 va ser nomenada membre de la Societat Astronòmica Americana «Per un lideratge dedicat de la comunitat astronòmica com a directora de l'Observatori de raigs X Chandra» i va ser nomenada per a la classe 2021 de Fellows de l'Associació Americana per a l'Avenç de la Ciència (AAAS).